# 趙哇兒
赵哇儿，元朝女性人物，大寧路大宁县（今内蒙古自治区宁城县西）人。
赵哇儿二十岁时，丈夫萧氏病重，对赵哇儿说：“我死了，你还年轻，该怎么办？”赵哇儿说：“萧君放宽心，如果你出现不幸，妾不会自己活着，一定从君于地下。于是命工匠制作巨棺。萧氏死了之后，赵哇儿自缢而死，家人同棺将二人敛葬。事情被元朝朝廷得知，命褒表、赐钱赠谥。